# Монтийи
Монтийи́ (фр. Montilly) — коммуна во Франции, находится в регионе Овернь. Департамент коммуны — Алье. Входит в состав кантона Западный Мулен. Округ коммуны — Мулен.
Код INSEE коммуны — 03184.

## Население
Население коммуны на 2008 год составляло 547 человек.
| 1962 | 1968 | 1975 | 1982 | 1990 | 1999 | 2008 |
| ---- | ---- | ---- | ---- | ---- | ---- | ---- |
| 439  | 466  | 456  | 529  | 528  | 509  | 547  |

## Экономика
В 2007 году среди 365 человек в трудоспособном возрасте (15—64 лет) 278 были экономически активными, 87 — неактивными (показатель активности — 76,2 %, в 1999 году было 71,3 %). Из 278 активных работали 260 человек (131 мужчина и 129 женщин), безработных было 18 (9 мужчин и 9 женщин). Среди 87 неактивных 31 человек были учениками или студентами, 35 — пенсионерами, 21 были неактивными по другим причинам.

## Достопримечательности
- Церковь Св. Петра (XI—XII веков, перестроена в XIX веке)